# Guatteria liesneri
Guatteria liesneri är en kirimojaväxtart som beskrevs av David Mark Johnson och Nancy A. Murray. Guatteria liesneri ingår i släktet Guatteria och familjen kirimojaväxter. Inga underarter finns listade i Catalogue of Life.